# Gerhard Schrader
Pour les articles homonymes, voir Schrader.
Gerhard Schrader, né le 25 février 1903 et mort en 1990, était un chimiste allemand, spécialisé dans la découverte de nouveaux insecticides. Il découvre les agents neurotoxiques, tels que le sarin et le tabun et est pour cette raison surnommé le « père des agents neurotoxiques. »

## Biographie
Schrader grandit à Bortfeld, près de Wendeburg en Allemagne. Il fait ses études de chimie à l'université technique Carolo-Wilhelmina de Brunswick et est embauché par la suite dans la division Bayer de la société IG Farben.
Il a découvert plusieurs insecticides très efficaces, y compris le bladan (le premier insecticide entièrement synthétique) et le parathion (E 605). En 1936, alors qu'il était employé par IG Farben, il expérimente une classe de composés appelés organophosphates, tuant les insectes par arrêt cardio-circulatoire. Au lieu d'un élaborer un nouvel insecticide, il découvre le tabun, un composé organophosphoré toxique classé comme agent neurotoxique. Au cours de la Seconde Guerre mondiale, sous le régime nazi, les équipes dirigées par le Dr Schrader découvrent d'autres agents neurotoxiques telles que le tabun en 1936, le sarin en 1938, le soman en 1944 et le cyclosarin en 1949.